# Геня
Геня (болг. Геня) — село в общині Дряново, Габровська область, Болгарія. В селі налічується 8 мешканців.

## Політична ситуація
У місцевому кметстві Ганчовець, до складу якого входить Геня, посаду кмета (старости) виконує Тодор Стефанов Маринов («Зелені») за результатами виборів.
Кмет (мер) общини Дряново — Іван Ілієв Ніколов (незалежний) за результатами виборів.